# Neferirkare
Neferirkare byl v pořadí třetím faraonem 5. dynastie. Vládl přibližně 10 let. Hrobku si nechal postavit v Abúsíru, ale dokončil jí však až jeho nástupce Šepseskare. Za jeho doby ochabuje vliv a centrální moc faraona, silný státní byrokratický aparát a kněžstvo ho pomalu rozmělňuje. Svědčí o tom, mimo jiné, nápis z hrobky Ptahšepsese, který byl veleknězem boha Ptaha v Mennoferu. Neferirkare také dobudoval sluneční chrám faraona Veserkafa.

## Život

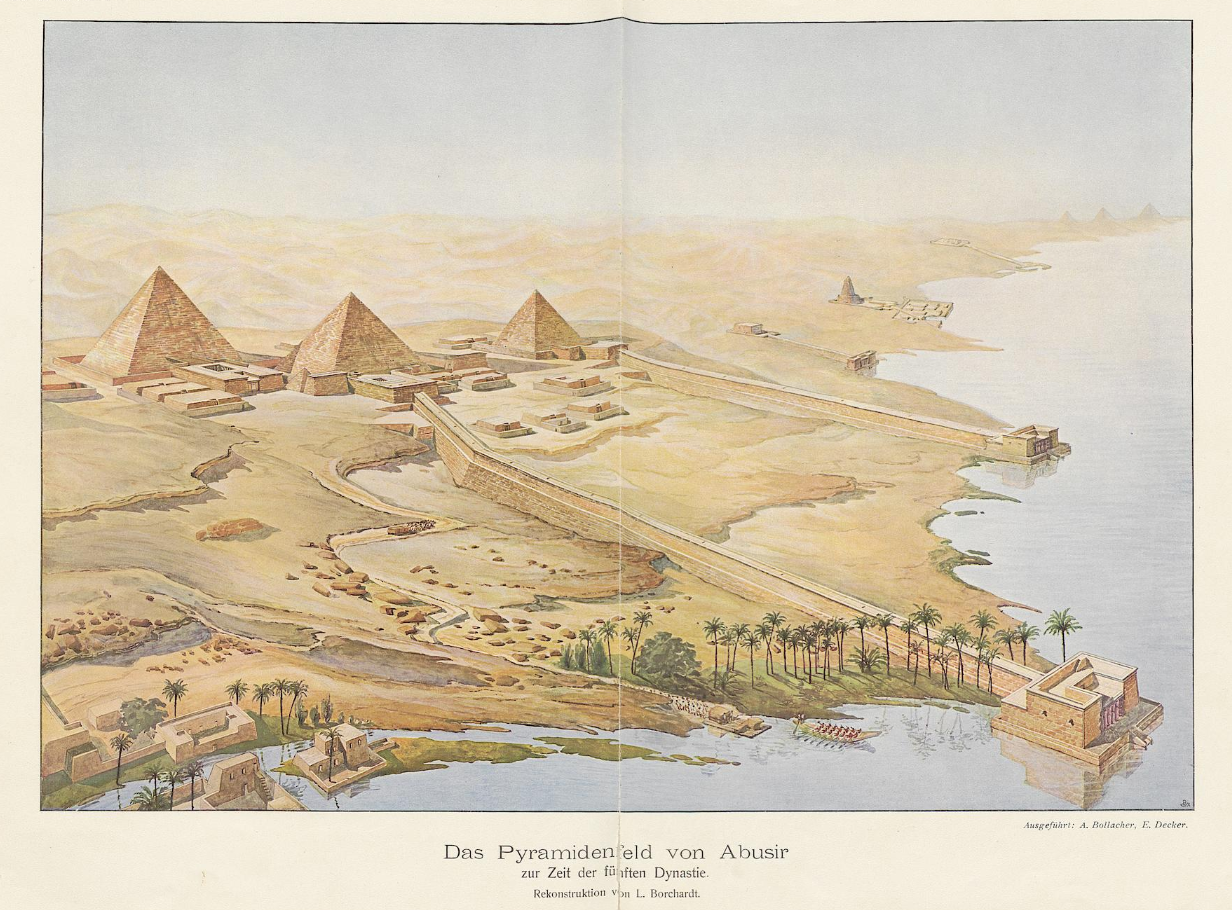
Umělecké ztvárnění pohřebiště Abúsír

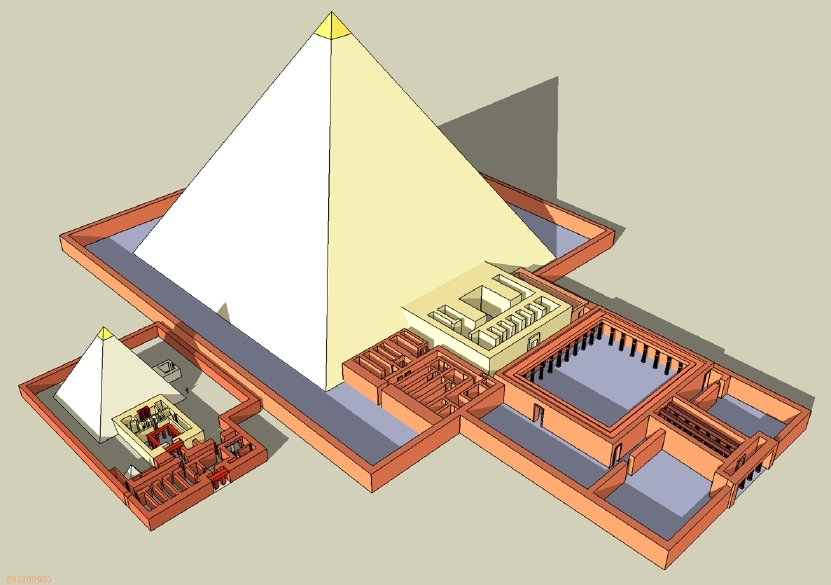
Model pyramidy faraona Neferirkare a královny Chentkaus II.

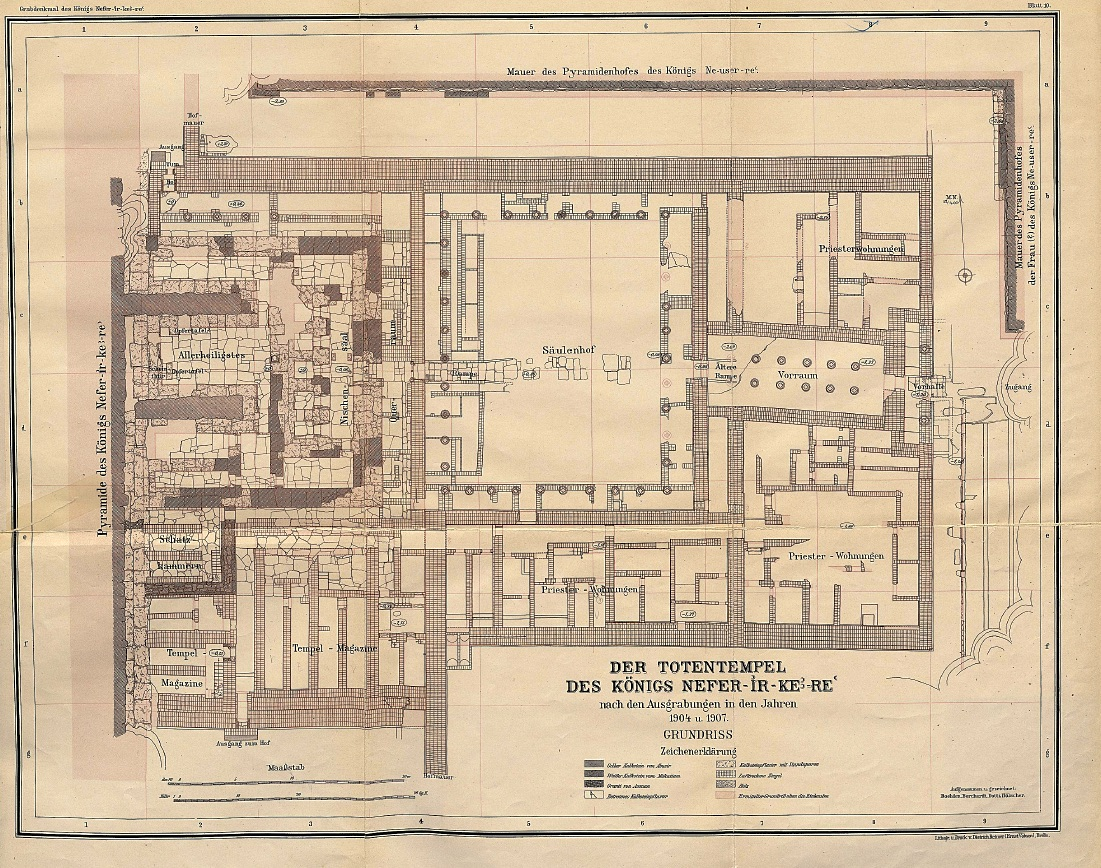
Plán zádušního chrámu

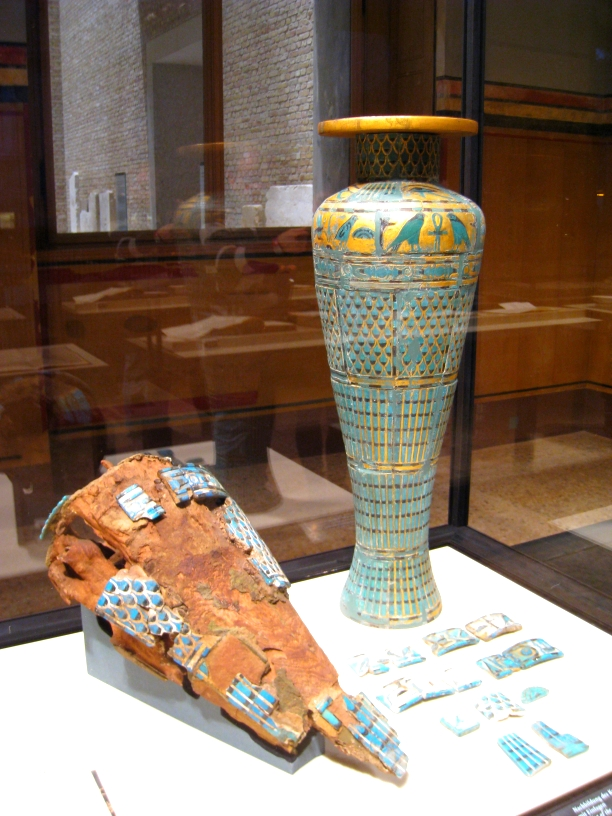
Rituální váza ze zádušního chrámu Neferirkarea; Muzeum Berlín

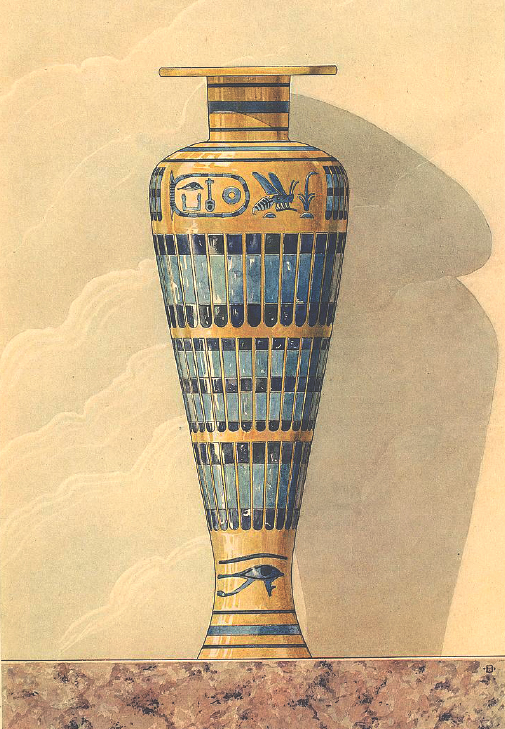
Model rituální vázy s Neferirkarovou kartuší

Některé události, které se datují od jeho prvního a posledního roku vlády, jsou zaznamenány na zachovalých fragmentech palermské desky. Podle zápisů na stéle nastoupil na trůn princ Ranefer údajně den po smrti svého otce Sahure, ke které došlo 28. dne devátého měsíce, a přijal jméno Neferirkare (Nefer ir ka Ra).

|             |     |         |
| \| \| \| \| |     |         |
|             |     |         |
| ra          | nfr | ir · kA |

| ra | nfr | ir · kA |

|             |     |         |
| \| \| \| \| |     |         |
|             |     |         |
| ra          | nfr | ir · kA |

| ra | nfr | ir · kA |
Král Neferirkare je milován bohem Horem 
|             |     |         |
| \| \| \| \| |     |         |
|             |     |         |
| ra          | nfr | ir · kA |

| ra | nfr | ir · kA |

|             |     |         |
| \| \| \| \| |     |         |
|             |     |         |
| ra          | nfr | ir · kA |

| ra | nfr | ir · kA |
 Dobré jsou obětiny králi Neferirkaremu 
Gauthier p.88 90
 V prvním roce svém vlády udělil půdu zemědělským statkům sloužícím kultům Devatera, bohům Pachet, Nechbet a Kematef. Bohům slunečního Re a Hathor věnoval obětní stůl a stálé dodávky obětin. V roce pátého sčítání dobytka se zvěčnil s bronzovou sochou ve slunečním chrámu a čtyřmi měděnými bárkami pro bohy Re a Hora. Bohům Nechbet a  Vadžet věnoval šperky z elektronu, obdobně z elektronu sošku boha Ihi, bohu Ptahovi a jeho chrámu v Mennoferu věnoval pozemky. Věnoval přízeň svému kadeřníku nekrálovského původu Ptahšepsesovi, který se postupně dobral značné moci a stal se vezírem. Ten si nechal vystavět honosnou hrobku. Podobně se jeho přízni těšil také jeho hlavní architekt Wašptah-Izi, kterého Neferirkare po jeho náhlé smrti nechal mumifikovat a uložit do honosné rakve. Neferirkare v zahraniční politice pokračoval v kurzu svého otce Sahure v udržení pozic říše na severu v Levantě, stejně jako na jihu ve styku s Núbií. Jeho vojenské aktivity nejsou doloženy, nicméně se nalezly artefakty v pevnosti Buhen, podobně vypovídá nález alabastrové misky s jeho jménem v Byblosu.

## Pyramidový komplex
|             |     |          |
| \| \| \| \| |     |          |
|             |     |          |
| N5          | F35 | D4 · D28 |

| N5 | F35 | D4 · D28 |

|             |     |          |
| \| \| \| \| |     |          |
|             |     |          |
| N5          | F35 | D4 · D28 |

| N5 | F35 | D4 · D28 |

Pyramida Re Neferirkare
Neferirkare nastoupil na trůn po svém bratrovi Sahurovi, a i když mohl být již v pokročilejším věku, pokusil se postavit vlastní pyramidu, která by přesahovala velikost pyramidy jeho bratra. Délka základny byla 105 m se čtyřmi stupňovitými stěnami (podobná s Džoserovou pyramidou) o sklonu 73°. Kdyby byla dokončena, dosáhla by výšky 52 m. Nicméně následně byla rekonstruována na pravou pyramidu se žulovým pláštěm, která by po dokončení dosahovala výšku 72 m. Stavba pyramidy nebyla dokončena. Stejně jako u Sahurovy pyramidy byla spodní konstrukce vážně poškozena. Z poloviny severní strany vedla sestupná chodba, zastřešená velkými sedlovitými vápencovými trámy, které přenášely váhu na obě strany. Pohřební komora byla pokryta třemi vrstvami teakových trámů. Uvnitř nebyla nalezena žádná stopa po sarkofágu.
Poblíž jižní stěny Neferirkarovy pyramidy byla odkryta téměř přilehlá pyramida královny, kterou odkryli čeští egyptologové v 70. letech 20. století, a byla snaha ji identifikovat, komu patřila. Z dřívějška byl znám nález Johna Perringa (v 19. století), který na bloku z Neferirakrovy pyramidy přečetl kurzivní nápis „Královská manželka Chentkaus II.“, dalším nálezem ve 30. letech 20. století ve vesnici Abúsír Al-Ghazalí bylo zobrazení v basreliéfu Neferirakre, jeho nejstaršího syna Raneferefa, a je zde zobrazena i Chentkaus II., opět s titulem „Královská manželka Chentkaus“. Nicméně na bloku zdiva z nepravých dveří v královnině pyramidě je nápis, asi dodatečně rozšířen na „Královská manželka Chentkaus – matkou dvou králů“, když na trůn nastoupili její synové Raneferef a po jeho krátkém panování i další syn Niuserre. Verner k tomu uvádí, že oba synové na trůnu byli patrně dvojčata.

## Zádušní chrám
Zádušní chrám Neferirkare byl dokončen ve spěchu. Vnitřní chrám s pěti výklenky soch a obětní síní byl postaven z kamene, ale dvorní a vstupní hala byla dokončena z cihel, s dřevěnými sloupy ve formě svazků lotosových stonků a pupenů. Po ukončení prací byly postaveny pouze základy hráze a údolního chrámu. Otcův chrám později převzal jeho syn Niuserre, částečně jej přestavěl a umístil sem správu svého komplexu a činností s obsluhou zádušního kultu. 
Při výzkumu, prováděného Ludwigem Borchardtem v letech 1900–1908, se zde našel větší počet papyrů či jejich zlomků. Část z nich rozprodali překupníci a část byla postupně shromážděna v Egyptském muzeu Berlín. Až asi do 70. let 20. století jim nebyla věnována pozornost, až se jich ujala egyptoložka Paule Posenerová-Kriégerová a přečetla jejich hieratický text. Po jejich pracném roztřídění a přečtení bylo lze ze zlomků papyrů vyčíst účetní údaje o výnosech chrámu a dodávkách z vnějších zdrojů, inventáře chrámu aj. Zádušní kult kromě stálého přísunu obětin vyžadoval i organizovanou práci služebníků řízených kněžími. Z textů vyplynulo, že organizace služeb byla permanentní činností určených skupin, které se střídaly v denním periodickém sledu. Současný americký archeolog Mark Lehner (* 1950) uvádí, že kněží byli členění hierarchicky do asi 4 vertikálních vrstev a jim podřízených obslužných pracovníků a čítali celkem asi 300 osob. Udržování zádušního kultu faraona byla značně nákladnou činností. Papyry z Neferirkarova archivu spolu se stejně významnými z Raneferefova archivu společně označované jako „Abúsírské papyry“  poskytují významný historický vhled do fungování Egypta ve Staré říši. S nástupem další 6. dynastie se stát postupně rozmělňoval a systém správní struktury se rozkládal, docházelo k celkovému úpadku.

## Pohřebiště Abúsír
Královští hodnostáři a další majetné rody v duchu náboženských tradic o posmrtném životě si budovali mnohdy honosné hrobky v blízkosti královských staveb v Abúsíru. Česká archeologie v rámci koncese obnovené v roce 1976 zde za 55 let realizovala řadů výzkumů, které měly celosvětový ohlas, například průzkum Ptahšepsesovy mastaby, pyramidového komplexu královny Chentkaus II., východního pole mastab příslušníků královské rodiny z pozdní 5. dynastie, hrobový komplex krále Neferirkare, hrobky ze saisko-perské doby (665–332 př. n. l.). Souborný přehled poskytuje bibliografie.